# Tinamú ondulat
El tinamú ondulat (Crypturellus undulatus) és una espècie d'ocell de la família dels tinàmids (Tinamidae) que viu ala límits de la selva humida i a zones de matoll dens, des del sud-est de Colòmbia, sud-oest de Veneçuela i Guyana, a través de l'est de l'Equador, est del Perú i Brasil fins al nord i l'est de Bolívia, oest i centre del Paraguai i nord-est de l'Argentina.